# Felicja Gajewska
Felicja z hr. Mielżyńskich Gajewska (ur. 27 listopada 1877 w Łęce Wielkiej, zm. 12 marca 1939 roku w Poznaniu) – polska ziemianka, działaczka społeczna, wiceprezes Towarzystwa Ziemianek Polskich, członkini Towarzystwa Naukowego w Toruniu.

## Życie prywatne
Pochodziła z hrabiowskiego rodu Mielżyńskich herbu Nowina. Była córką Macieja Mielżyńskiego i Teresy z Mycielskich. 16 października 1895 roku wyszła za Władysława Gajewskiego herbu Ostoja (1867-1925), właściciela majątku Turzno w ziemi chełmińskiej. Miała z nim troje dzieci: Ludwikę (1897-1950), Teresę (ur. i zm. 1904) oraz Rafała (1905-1951). Felicja była inicjatorką opracowania drzewa genealogicznego rodu Gajewskich. Owdowiawszy w 1925 roku została właścicielką dóbr turznieńskich. Z jej inicjatywy ukończono budowę skrzydła pałacu. Zmarła w 1939 roku w Zakładzie św. Elżbiety w Poznaniu. Została pochowana w grobowcu rodu Działowskich i Gajewskich w podziemiach kościoła w Wielkiej Łące.  

## Działalność społeczna
Była członkinią Towarzystwa Naukowego w Toruniu (jej mąż Władysław był siostrzeńcem Zygmunta Działowskiego, założyciela tej instytucji). Wraz z mężem wspierała Towarzystwo finansowo, przyczyniając się do nabycia gmachu „Muzeum”. Materialnie wspierała także Towarzystwo Śpiewu „Lutnia” w Toruniu, urządzając w Parku Wiktorii imprezy kulturalne. Współpracowała z Towarzystwem św. Wincentego a Paulo w Toruniu w działalności charytatywnej. W 1917 roku za zorganizowanie żywego obrazu „Kościuszko pod Racławicami” Gajewskich ukarano ograniczeniem przydziałów żywności. W latach 1911–1921 była wiceprezesem Towarzystwa Ziemianek Polskich na Pomorzu. Za uzyskane fundusze ze zbiórek zakupywała materiały i włoczki z których wykonywano ubranka dla dzieci z Królestwa Polskiego w czasie I wojny światowej. Od lipca 1916 roku do 1918 roku pod pseudonimem „Inka” pisywała do toruńskiego miesięcznika „Żebraczek” opowiadania o treści patriotyczno-religijnej. W październiku 1920 roku była jedną z założycielek Domu Dziecka w Lubiczu oraz Pomorskiego Towarzystwa Opieki nad Dzieckiem. Tego roku Gajewska włączyła się także w akcję powitania wojsk generała J. Hallera w Toruniu i przekazała 29 000 marek komitetowi powitalnemu na ten cel.

## Odznaczenia
- Medal Niepodległości

## Upamiętnienie
W 2020 roku z inicjatywy Katarzyny Pawłowskiej podjęto próbę nadania imienia Felicji Gajewskiej alei drzew w Turznie.